# Питсберг (Невада)
Питсберг (англ. Pittsburg) — город-призрак в округе Ландер, штат Невада (США). 

## Этимология
Город получил своё название как дань индустриальному наследию города Питтсбург, Пенсильвания.

## История
Почтовая служба Питсберга работала с 1888 по 1900 год. Город и близлежащие шахты были окончательно заброшены в 1906 году.